# Фурсін Іван Геннадійович
Іван Генадійович Фурсін (* 16 вересня 1971, Київ, Українська РСР, СРСР) — український політик. Народний депутат України 7-го скликання.
Голова підкомітету з питань фінансового моніторингу, запобігання легалізації та відмиванню незаконних доходів, регулювання та застосування фінансових санкцій Комітету з питань фінансів і банківської діяльності (з грудня 2012).

## Освіта
Київський державний економічний університет (1995), «Міжнародні економічні відносини».

## Кар'єра
Народний депутат України 7-го скликання з грудня 2012, виборчий округ № 138, Одеська область, від Партії регіонів. «За» 57,65 %, 5 суперників. На час виборів: голова правління ПАТ «Місто Банк», член Партії регіонів.
Березень 2006 — кандидат в народні депутати України від Народного блоку Литвина, № 33 в списку. На час виборів: голова правління КБТОВ «Місто-Банк», член НП.
З 1992 — в Київській філії АКБ «Лісбанк», АБ «Брокбізнесбанк», АКБ «Аскольд».
З 1995 — заступник голови правління АБ «Банкірський дім».
З 1999 — голова правління КБ «Місто Банк».
З 2006 — основний акціонер «Одеської кіностудії».
Кандидат у народні депутати на парламентських виборах 2019 року (виборчий округ № 138, Ананьївський, Березівський, Іванівський, Любашівський, Миколаївський, Ширяївський райони, частина Лиманського району). Програв кандидату від партії «Слуга народу» Степану Чернявському.

## Власність
Івану Фурсіну належить 10 % акцій РосУкрЕнерго, а також належить 10 % акцій Centragas Holding AG. У липні 2020 року викупив ТРЦ Sky Mall в Києві.

## Родина
В 1996 одружився з Фурсіною Наталією Анатоліївною. 18.10.2016 Солом'янський районний суд міста Києва ухвалив рішення про розірвання шлюбу, укладеного між Фурсіном Іваном Геннадійовичем та Фурсіною Наталією Анатоліївною. Від шлюбу мають сина Фурсіна Івана Іванович. Також у Фурсіна Івана Геннадійовича є донька Фурсіна Марія Іванівна.